# Casa de Loiola
La casa o casal de Loiola és un antic llinatge de la província de Guipúscoa, parents majors en època anterior a les vint-i-quatre cases qualificades pel monarca Carles I.
Família molt antiga de parents majors del bàndol d'Oñaz que va habitar en Loiola (Azpeitia), tenien la seva casa solar i palau d'aquesta vila. Era casa de Parents Majors i del bàndol oñacino, i casa solar molt coneguda i de la primera estimació i antiguitat de la província de Guipúscoa.
Per la línia genealògica és descendent directe de la casa de Balda, la casa de Butrón, la casa d'Haro, la casa de Borgonya i per aquesta línia familiar dels monarques dels regnes d'Astúries, Castella, León, Aragó, Navarra, Portugal, la dinastia Capet de França, la dinastia Hohenstaufen d'Alemanya, la casa de Plantagenet d'Anglaterra, el Regne d'Escòcia, la casa de Normandia i la casa d'Uppsala.

## Genealogia de la casa de Loiola[1]

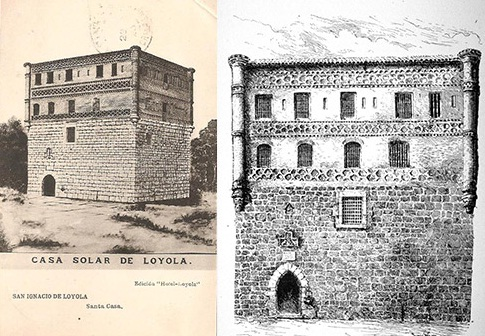
Casa Torre dels Oñaz i Loiola

- Lope d'Oñaz, va viure en temps del rei Alfons VIII de Castella prop de l'any 1180 i és el més antic senyor d'aquesta casa i dinastia.

- García López d'Oñaz, fill de Lope d'Oñaz. Va viure prop de l'any 1221.

- Lope García d'Oñaz, I senyor de la casa de Loiola pel matrimoni amb Inés de Loiola, primera senyora coneguda del solar de Loiola prop de l'any 1261

- Inés de Loiola, II senyora de la casa de Loiola i senyora d'Oñaz, va contreure matrimoni amb Juan Martínez d'Oñaz, el mateix que va signar l'escriptura de 6 de maig de 1319 sobre els molins de la casa d'Emparan i va acabdillar en les guerres de bàndols a les hosts oñacinas en l'assalt i crema de la casa de Balda, en què van morir Juan Martínez de Balda, II senyor de la casa de Balda i el seu fill Pedro Ibáñez. La seva intervenció com a cap en aquest fet consta explícitament en la carta de perdó atorgada pel justícia en nom del rei a Guipúscoa, Juan Sánchez de Salgado, a favor del Consell d'Azcoitia, amb data del 13 de febrer de 1319. Van néixer d'aquest matrimoni Joan Pérez de Loiola, que segueix aquesta línia, Gil López d'Oñaz, que va casar amb la senyora de Larrea en Pasta, i altres cinc germans que van barallar en la batalla de Beotibar contra els navarresos i francesos al servei del rei Alfons XI de Castella i un dels quals va fundar Loiola-Echea en la vila de Plasència.

- Juan Pérez de Loiola, III senyor de la casa de Loiola i senyor d'Oñaz. Va contreure matrimoni amb María Pérez de Loiola, va tenir per fills a Beltrán Yáñez, successor d'aquesta línia i a Juan Martínez de Loiola.

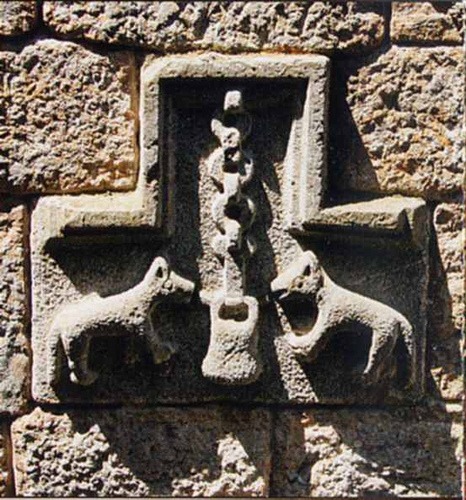
Escut primitiu casa de Loiola.

- Beltrán Yáñez de Loiola, IV senyor de la casa de Loiola i senyor d'Oñaz. L'any 1394 el rei Enrique III de Castella li va cedir el patronat de l'església de Sant Sebastià de Soreasu de la vila d'Azpeitia, que havia pertangut als cavallers de l'orde del temple fins que en 1308 va passar a les mans del rei Ferran IV de Castella; aquest va donar el patronat de l'església al concejo d'Azpeitia, i l'any 1394 el rei Enric III de Castella ho va cedir a la casa de Loiola amb tots els seus drets. Va construir la Casa-Torre de Loiola, que per ordre del rei Enric IV de Castella confirmada a Vitòria el 30 de març de 1457 va ser derrocada però només en la seva meitat igual que tots els castells senyorials de la província, conservant-se la part inferior de l'edificació, donant fi a les guerres de bàndols després de més de dos segles de lluites. Pels seus serveis va aconseguir el patronat de l'església Sant Sebastià de Soreasu de la vila d'Azpeitia, per a si i els seus successors en 1397. Va contreure matrimoni amb Ochanda Martínez de Lete. Va atorgar testament en 1405 deixant a la seva esposa Ochanda, la meitat de la Casa-Torre de Loiola, novament edificada en una amb la casa de Lagareña i va instituir com a hereu al seu fill Juan Pérez de Loiola dels altres béns: la Casa-Torre de Loiola amb totes les seves terres, la casa d'Oñaz, l'església Sant Sebastià de Soreasu i el dret de patronat, les ferrerías de Barrenola i Aranáz i la meitat del deute que li devia el senyor de la casa d'Emparan i altres parents.

- Juan Pérez de Loiola, V senyor de la casa de Loiola i senyor d'Oñaz. Éssent encara molt jove d'edat va partir a la guerra i morint en combat sense deixar descendència, succeint-li la seva germana Sancha Yáñez de Loiola.

- Sancha Yáñez de Loiola, VI senyora de la casa de Loiola. Va contreure matrimoni en 1413 amb Lope García de Lazcano. Van ser pares de: Juan Pérez de Loiola, que segueix aquesta línia; Ochanda casada amb Juan d'Oyanguren; María Urtayzaga casada amb Martín García d'Anchieta; Inés casada amb Juan Ochoa d'Emparan; Marina casada amb Juan Pérez de Vicuña; María casada amb Iñigo Ibáñez d'Aurgasti; Teresa i Beltrán.Escut d'Armes de la casa de Loiola i Oñaz.

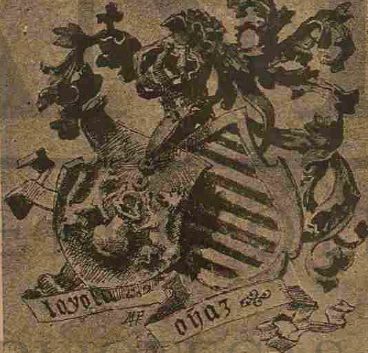
Escut d'Armes de la casa de Loiola i Oñaz.

- Juan Pérez de Loiola, VII senyor de la casa de Loiola. Va contreure matrimoni en 1438 amb Sancha Pérez d'Irarraga (o Iraeta). Van ser els seus fills: Beltrán Yáñez de Loiola, successor d'aquesta línia; María López casada amb Juan Pérez d'Ozaeta, i Catalina casada amb Juan Martínez d'Emparan, III senyor de la casa d'Emparan. En 1456 Juan Pérez de Loiola va subscriure el famós desafiament dels Parents Majors a les viles de Guipúscoa, sofrint el consegüent desterrament al fet que els va condemnar el rei Enric IV de Castella per quatre anys per a la vila de Ximena.

- Beltrán Yáñez d'Oñaz i Loiola, VIII senyor de la casa de Loiola, va contreure matrimoni amb Marina Sáez de Licona i Balda, filla de Martín García de Licona, conseller del rei Enric IV de Castella i María Sáez de Lastur i Balda, IX senyora de la casa de Balda de la vila d'Azcoitia. D'aquest matrimoni van néixer: Juan Pérez que va barallar en les guerres de Nàpols i va perdre en elles la vida; Martín García, que segueix aquesta línia; Beltrán que també va morir en les guerres de Nàpols; Ochoa que va morir en Azpeitia; Hernando que va passar a la conquesta de les Índies Occidentals i va morir en terra ferma; Pedro López clergue i rector de l'església parroquial de Sant Sebastià de Soreasu en Azpeitia; Iñigo després conegut com a Sant Ignacio de Loiola fundador de la Companyia de Jesús els membres de la qual són coneguts com a jesuïtes; Magdalena casada amb Juan López de Gallaiztegui i Ozaeta; Marina casada amb Esteban d'Aquerza, tronc dels Irarragas i Idiáquez d'Azcoitia; Catalina casada amb Juan Martínez de Lasao; Petronila casada amb Pedro Ochoa d'Arriola, veí d'Elgoibar pares de Marina Sainz d'Arriola que va assistir al seu sant oncle a l'hospital de la Magdalena en Azpeitia i María. Amb aquesta descendència va morir Beltrán Yáñez d'Oñaz i Loiola el 23 d'octubre de 1507.

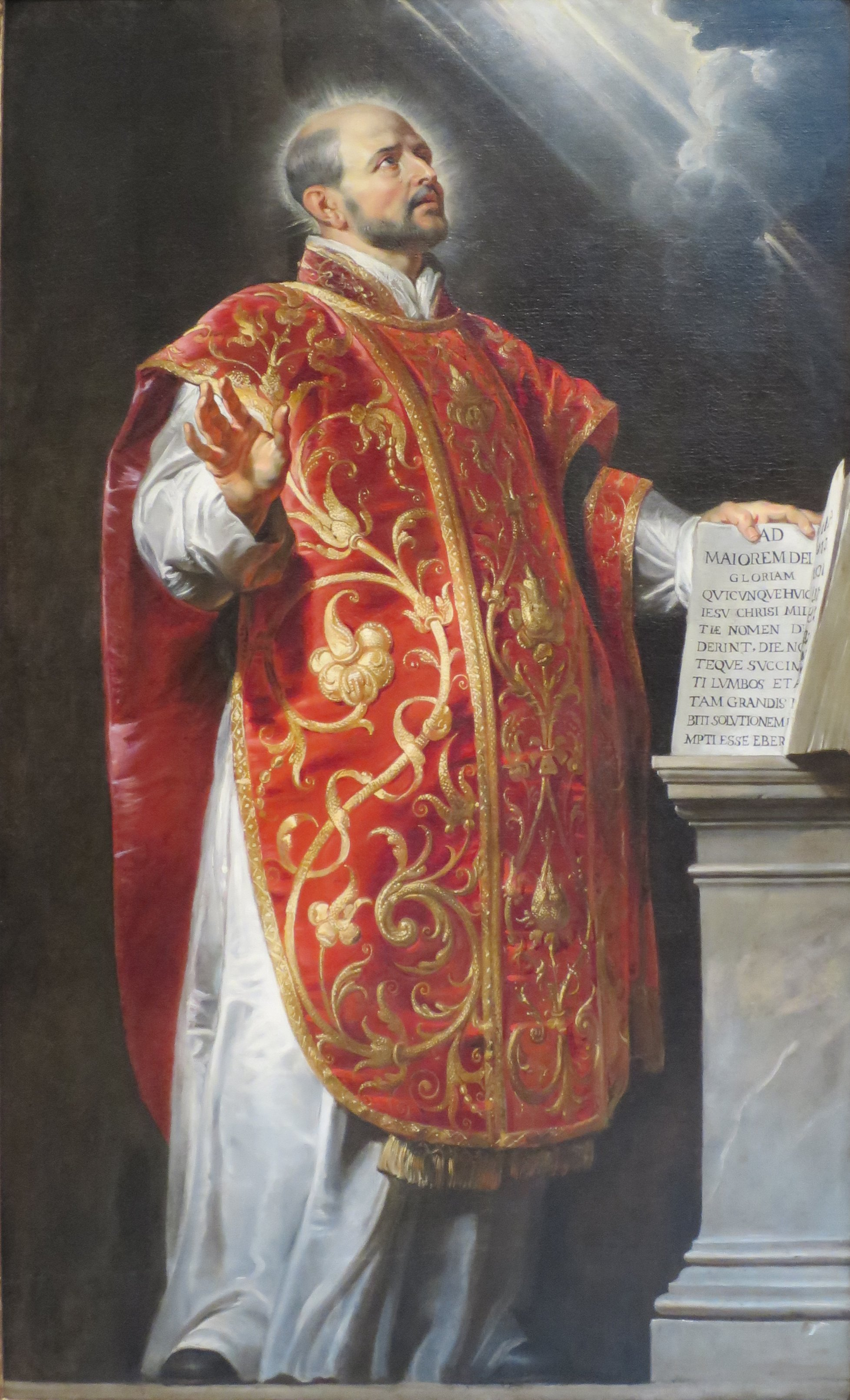
Sant Ignasi de Loiola (1620-1622) per Pedro Pablo Rubens, Museu Norton Simon de Pasadena. El pintor va representar al sant amb un libroen el que es llegeix el lema jesuita Ad maiorem Dei gloriam.

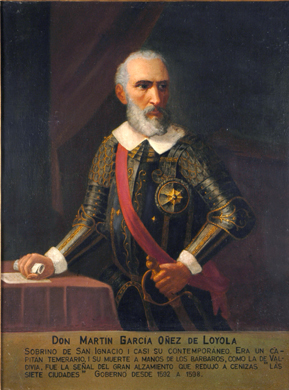
Martín García Óñez de Loiola, Governador de Xile.

- Martín García d'Oñaz i Loiola, IX senyor de la casa de Loiola, va contreure matrimoni amb Magdalena d'Araoz, dama de la reina Isabel I de Castella. Va ser fundador del mayorazgo d'Oñaz i Loiola en 1536. Va militar en diferents guerres contra els francesos. Van ser els seus fills: Beltrán Ibáñez que segueix aquesta línia; Juan López; Millán García que va ingressar en 1551 en la Companyia de Jesús; Magdalena casada amb Juan López d'Amézqueta, senyor d'aquesta casa i les d'Alzaga i Yarza; María Vélez casada amb Juan Martínez d'Olano en Azcoitia, pares de Catalina que va casar amb Domingo Pérez d'Idiáquez, secretari del Consell d'Ordres; Magdalena casada amb el comptador Juan Martínez d'Olozaga; Pedro García; Catalina; Usoa; Marina Sáenz dels qui només es coneixen els noms pel testament del seu pare Martín García d'Oñaz i Loiola, i Martín García casat amb María Nicolás d'Oyanguren, el fill del qual va ser Martín García Óñez de Loiola, cavaller de l'ordre de Calatrava, governador i capità general de Xile, que va participar en gran part en la conquesta del Perú.

Martín García Óñez de Loiola va contreure matrimoni amb la princesa inca Beatriz Clara Coya, filla del rei inca Sayri Túpac i la princesa inca Cusi Huarcay.

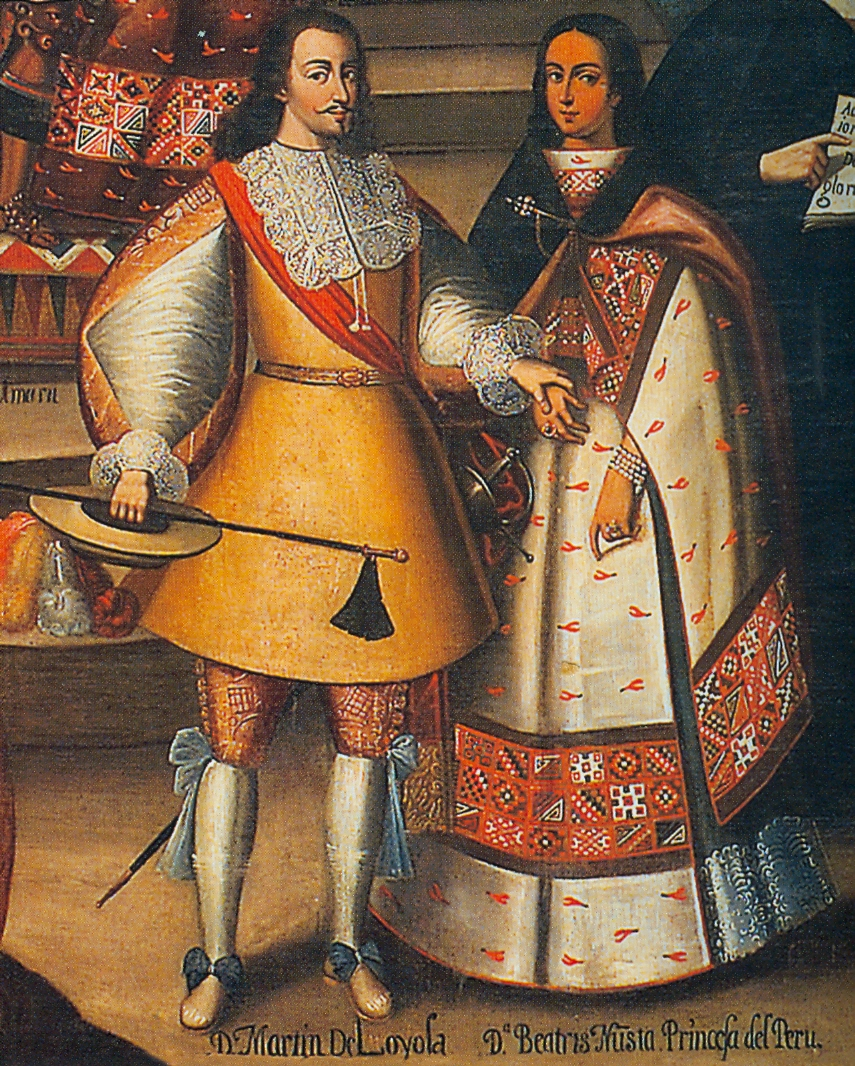
Retrat de Beatriz Clara Coya i el seu espòs Martín García Óñez de Loiola. Detall d'un quadre existent a l'Església de la Companyia (Cuzco)

D'aquest matrimoni va néixer l'Ana María de Loiola Coya, a qui el rei Felip III de Castella concedís el títol de marquesa de Santiago d'Oropesa. Ana María de Loiola Coya va contreure matrimoni amb Juan Enríquez de Borja, fill d'Elvira Enríquez d'Almansa, marquesa d'Alcañices, i d'Álvaro de Borja i Castro, fill de Sant Francesc de Borja.

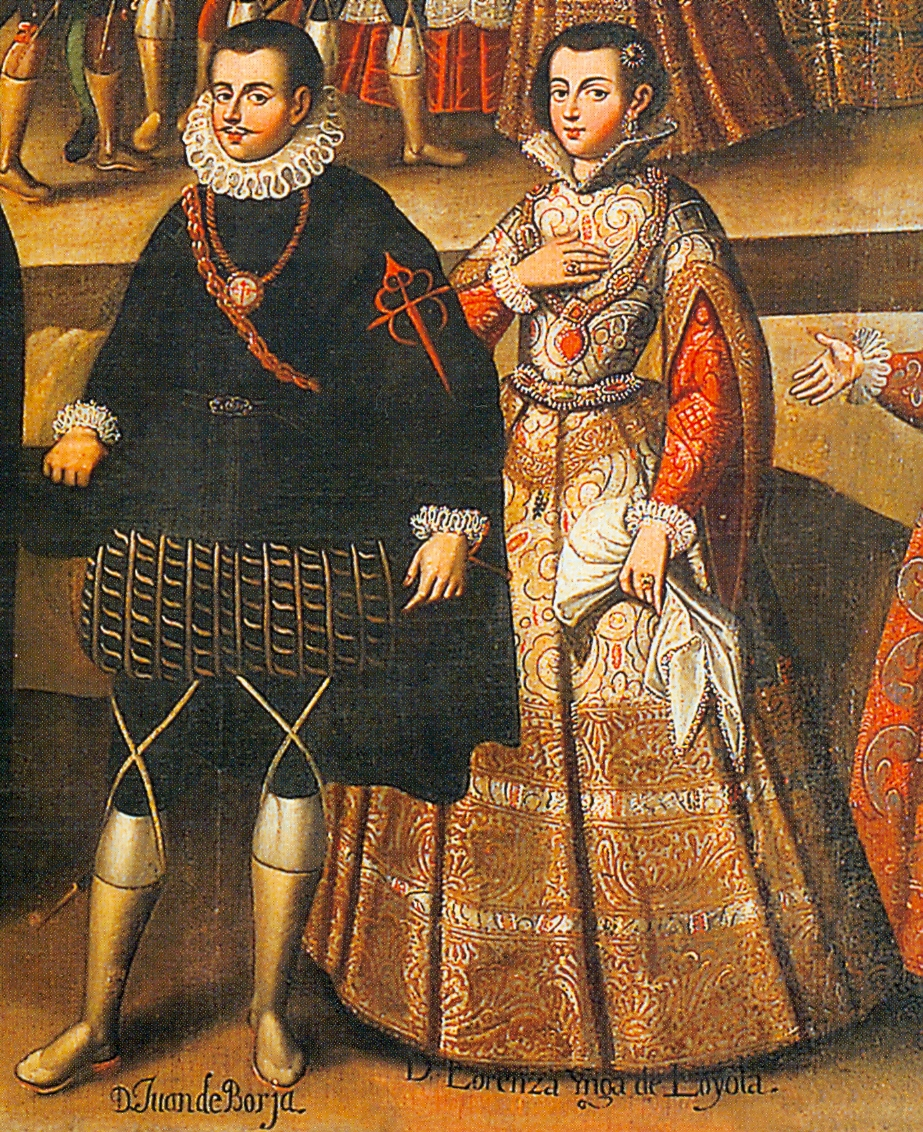
Retrat d'Ana María de Loiola Coya i el seu espòs Juan Enríquez de Borja. Detall d'un quadre existent a l'Església de la Companyia (Cuzco).

- Beltrán Ibáñez d'Oñaz i Loiola, X senyor de la casa de Loiola. Va contreure matrimoni en 1538 amb Juana de Recalde. No va tenir successió masculina, extingint-se així en ell la varonía de Loiola. Van ser les seves filles: Lorenza d'Oñaz i Loiola, successora; Magdalena d'Oñaz i Loiola casada amb el comendador Pedro de Zuazola, cavaller de l'ordre de Santiago, patró de Santa María la Real d'Azcoitia i senyor de la casa de Floreaga. Van tenir per fill i successor a Matías casat amb Ana d'Izaguirre i a Pedro de Zuazola i Oñaz Loiola que va succeir a la casa de Loiola en extingir-se la descendència de Lorenza d'Oñaz i Loiola.

- Lorenza d'Oñaz i Loiola, XI senyora de la casa de Loiola. Va contreure matrimoni en 1552 amb Juan de Borja i Castro, fill de Sant Francisco de Borja. Van ser les seves filles: Leonor, successora, casada amb el comte d'Oliva Pedro de Centellas i Borja, no van deixar descendència i Magdalena, casada amb Juan Pérez de Viver, comte de Fuensaldaña, va heretar a la seva germana Leonor i igual que ella no va deixar descendència morint en 1626.

- Pedro de Zuazola Oñaz i Loiola, XII senyor de la casa de Loiola. Va ser fill de Matías de Zuazola i Ana d'Izaguirre, va succeir al mayorazgo de la casa de Loiola a la mort de Magdalena, comtessa de Fuensaldaña qui no va deixar descendència. Va contreure matrimoni amb María d'Eguiguren i va tenir per fill i successor a Matías Ignacio de Zuazola Floreaga Oñaz i Loiola, cavaller de l'ordre de Calatrava. Est va contreure matrimoni en 1650 amb Ana de Lasald'I va morir en 1676, deixant per fill únic a José Ignacio de Zuazola Oñaz i Loiola, cavaller de l'ordre de Santiago, que va morir en 1677 sense deixar fills quedant extingida la descendència de Beltrán Ibáñez d'Oñaz i Loiola, X senyor de la casa de Loiola, el nebot de Sant Ignacio de Loiola.

Ana María de Loiola i Coya, I marquesa de Santiago d'Oropesa, esmentada anteriorment en aquesta genealogia, va casar amb Juan Enríquez de Borja i va tenir per fill i successor a Juan Enríquez de Borja i Almansa, II marquès de Santiago d'Oropesa. Est va contreure matrimoni amb Juana de Velasco i Guzmán, van ser pares de Teresa Enríquez de Velasco i Loiola, hereva de tots dos títols i esposa legítima de Luis Enríquez de Cabrera i Álvarez de Toledo, VIII duc de Medina de Rioseco la que en extingir-se la descendència de Beltrán Ibáñez d'Oñaz i Loiola en 1677, va entrar a posseir la casa de Loiola. El 1681 va cedir aquest il·lustre solar a la reina Mariana d'Àustria, per a la fundació del suntuoso col·legi de la Companyia de Jesús. En memòria d'aquesta cessió, es llegeix en un dels murs de l'edifici la següent làpida:

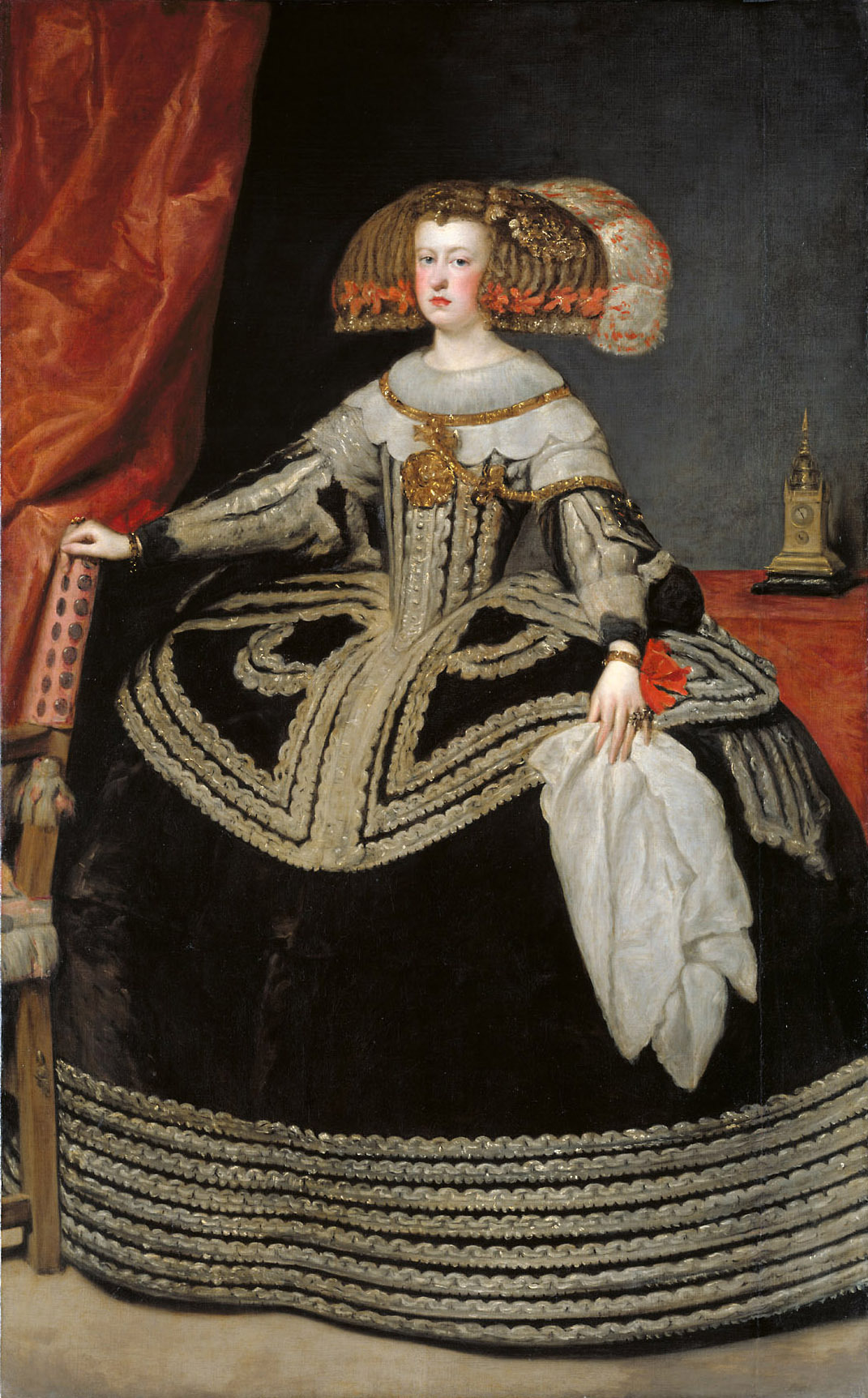
Retrat de Mariana d'Àustria, per Diego Velázquez (1652). Oli sobre llenç, 231 × 131 cm, Kunsthistorisches Museum de Viena.

| « | "Los Excelentísimos Señores D. Luis Enriquez de Cabrera y D.ª Teresa Enriquez de Velasco, su mujer, marqueses de Alcanizas y Oropesa, dueños poseedores de la venerable casa solar y mayorazgo de Loyola, en que nació el glorioso Patriarca San Ignacio, fundador de la Compañía de Jesús, cedieron libre y espontáneamente la dicha casa a la Serenísima Señora doña María Anna de Austria, Reina madre de Hespaña, para fundar en ella este Colegio Real de la Compañía. Año de 1681." | » |

## Escut d'Armes
Les armes de la casa de Loiola de la vila d'Azpeitia, ostenta una caldera suspesa amb dos llops rampants a banda i banda, en camp de plata. Els llops, en heràldica, simbolitzen llanço en la guerra. Se solen aplicar al cognom López. Convé recordar que Sant Ignasi va signar en la seva joventut “Iñigo López de Loiola”. El calder podria donar a entendre les riqueses i la bona situació econòmica de la família Loiola. El solar de Loiola, encara que menys antic que el d'Oñaz, gaudia de “majors rendes i possessions”, segons el jesuïta Antonio Arana, que al segle xvii, va explorar els arxius de la família. El rei Joan I de Castella va concedir a Beltrán de Loiola, el 1377, “dos mil maravedíes de juro d'hereteu”, doncs els senyors de Loiola “es van invertir tots al servei dels reis de Castella”
El nom Loiola ve dels llops i l'olla que apareixen en l'escut de la casa solar del mateix nom “lupus in olla” (llops en olla). Sobre la porta ogival de la Casa-Torre de Loiola, es troba la pedra amb l'escut la família Loiola, en la qual apareix esculpida una olla suspesa del llar i, a banda i banda de la mateixa dos llops “rampants”, en camp de plata.
Posteriorment, l'escut de la família Loiola va ser partit en dues casernes que representen els dos llinatges principals, els Oñaz i Loiola que concorren a Sant Ignasi de Loiola. Avui dia aquest escut és la insígnia universal dels ex alumnes dels col·legis Jesuïtes. En aquest escut, la primera caserna és dels Oñaz, per ser el solar més antic. Té set bandes diagonals de gules, d'esquerra a dreta, sobre camp d'or. Les set barres simbolitzen a “set germans que van participar en 1321 en la batalla Beotibar, en la qual uns pocs guipuscoans al comandament de Gil López d'Oñaz Loiola van derrotar a les tropes dels navarresos i francesos, capitanejats per Ponç de Morentaina. En recompensa el rei Alfons XI de Castella els va concedir les set bandes vermelles sobre or.